# Futuro Vegapop
Futuro Vega*Pop es un proyecto musical activista. Este proyecto del músico Pedro Allemant nació con la idea de promover el veganismo y el respeto a los animales a través de la música

## Biografía
En noviembre del 2003, Pedro Allemant Barbarán (líder de la banda Futuro Incierto) viajó a España para conocer de cerca el trabajo de una organización, colaborar como activista y formar esta banda animalista de rock.
Es en la ciudad de Madrid, donde Pedro conoce al guitarrista Dani Sánchez en una manifestación el 10 de diciembre por el Día Internacional de los Derechos de los animales y ambos deciden armar una banda de músicos veganos, junto a Félix (bajo, que toca también en la banda Justice Department) y Luis, batería, que luego entraría Edu a reemplazarlo. 
En octubre de 2004 viaja Pedro a Lima para grabar el disco Liberación. Luego de esto, Pedro regresa a España y sigue FVP con presentaciones en España como en el Ateneo Libertario de Madrid y en la Casa Okupa de Algarada.
Luego en junio del 2005, el disco Liberación es editado por el sello Amanecer Records (2005) en Perú, y en el 2006, el sello En tus Venas Records en Chile y el sello Jaqueline Records en Brasil.
El 2007 se graba Conexión que es editado por el sello Mundano Records (Perú) y en México. En España, se difunde el vídeo Quiero vivir, una animación realizada con dibujos de Pedro que había empezado a trabajar desde el 2005 y se pudo terminar el 2007. Asimismo, se realiza y produce el videoclip Mataderos, usando de locación una fábrica del barrio de Vallecas, un suburbio industrial de Madrid.
En 2008, Pedro graba tres canciones acústicas en el estudio VRS (Virtual Recording System), en Madrid.
En marzo del 2009, se realiza el videoclip de la canción «Conexión». Además, se graba el tercer disco, Abolición.
Finalmente, el 2012 es editado por los sellos Identidad Records (Perú) y Vegan Records (Argentina).

## Integrantes
- Pedro Allemant (Voz y Guitarra)  Perú

- Félix Almodóvar (Bajo)  España
- Dani Sánchez (Guitarra)  España
- Edgar (Guitarra)  España

## Discografía
- 2005 - Liberación
- 2007 - Conexión
- 2013 - Abolición